# Ed Starink
Ed Starink (Apeldoorn, 17 december 1952), ook bekend onder de naam Star Inc., is een Nederlands componist, arrangeur, sessiemuzikant en producer.

## Carrière
Sinds zijn jeugd was hij gefascineerd door muziek en leerde zichzelf meerdere muziekinstrumenten te bespelen. Tijdens zijn piano- en compositiestudies werkte hij voor verschillende professionele studio's in Europa. Als keyboardspeler speelde hij onder andere hammondorgel bij de Beach Boys en keyboards bij David Bowie. Starink studeerde af aan het Conservatorium in 1976 en gaf later zijn eigen workshops en muzieklessen. Starinks eerste soloalbum was Cristallin in 1981. 
In 1982 startte Starink zijn eigen muziekstudio en produceerde coverversies van bekende synthesizer-, film-, en tv-thema’s, die zijn uitgebracht onder zijn eigen platenlabel Star Inc. Music.
Tegen het einde van de jaren 80 begon Starink een samenwerking met Arcade Records wat resulteerde in de serie Synthesizer Greatest. Deze muziekserie was vooral succesvol op de Europese markt met meerdere nummer 1-noteringen in de hitlijsten.
Rond 1996 stopte Starink met Star Inc. Music en emigreerde twee jaar later naar Zuid-Frankrijk.
Na een rustperiode besloot Ed Starink een epos te componeren over het Universum, de Universe Symphony. Hij begon in 2002-2003 met de voorbereidingen, componeren en uitvoeren van zijn project en voltooide Piano Works in het voorjaar van 2012. Piano Works is het eerste deel van Starink’s “Universe Symphony” en bestaat uit meer dan tien uur pianomuziek, die uitsluitend digitaal is uitgebracht.

## Discografie (selectie)
- Cristallin (1981)
- Syndrome (1983)
- Minolta Disco (1983)
- Moving Rhythm (1986)
- Synthesizer Spectacular (1987)
- Synthesizer Spectacular Vol.2 (1988)
- The Eve of the war, 16 spectaculair synthesizer hits (1989)
- Synthesizer greatest (1989)
- Synthesizer Greatest Volume 2 (1989)
- Synthesizer Greatest Volume 3 (1989)
- Synthesizer Greatest - The Classical Masterpieces (1990)
- Synthesizer Greatest Volume 4 (1990)
- Synthesizer Greatest Volume 5 (The Final Episode) (1990)
- Synthesizer Greatest Volume 6 (1991)
- Retrospection (1991)
- Synthesizer Greatest Gold (1992)
- Classical Dreams (1993)
- The Synthfony Album (1993)
- Synthesizer Greatest Gold (1994)
- Antarctica (1997)
- Synthétiseur (2003)
- Piano Works (2012)